# Deutsche Nationalmannschaft Rhythmische Sportgymnastik
Die deutsche Nationalmannschaft der rhythmischen Sportgymnastik ist eine Auswahl der besten deutschen Gymnastinnen, die den Deutschen Turner-Bund bei internationalen Turnieren repräsentiert. Sie trainiert am Bundesstützpunkt in Fellbach-Schmiden. Es wird zwischen der Nationalmannschaft für die Einzel- und Gruppendisziplin unterschieden.

## Einzel

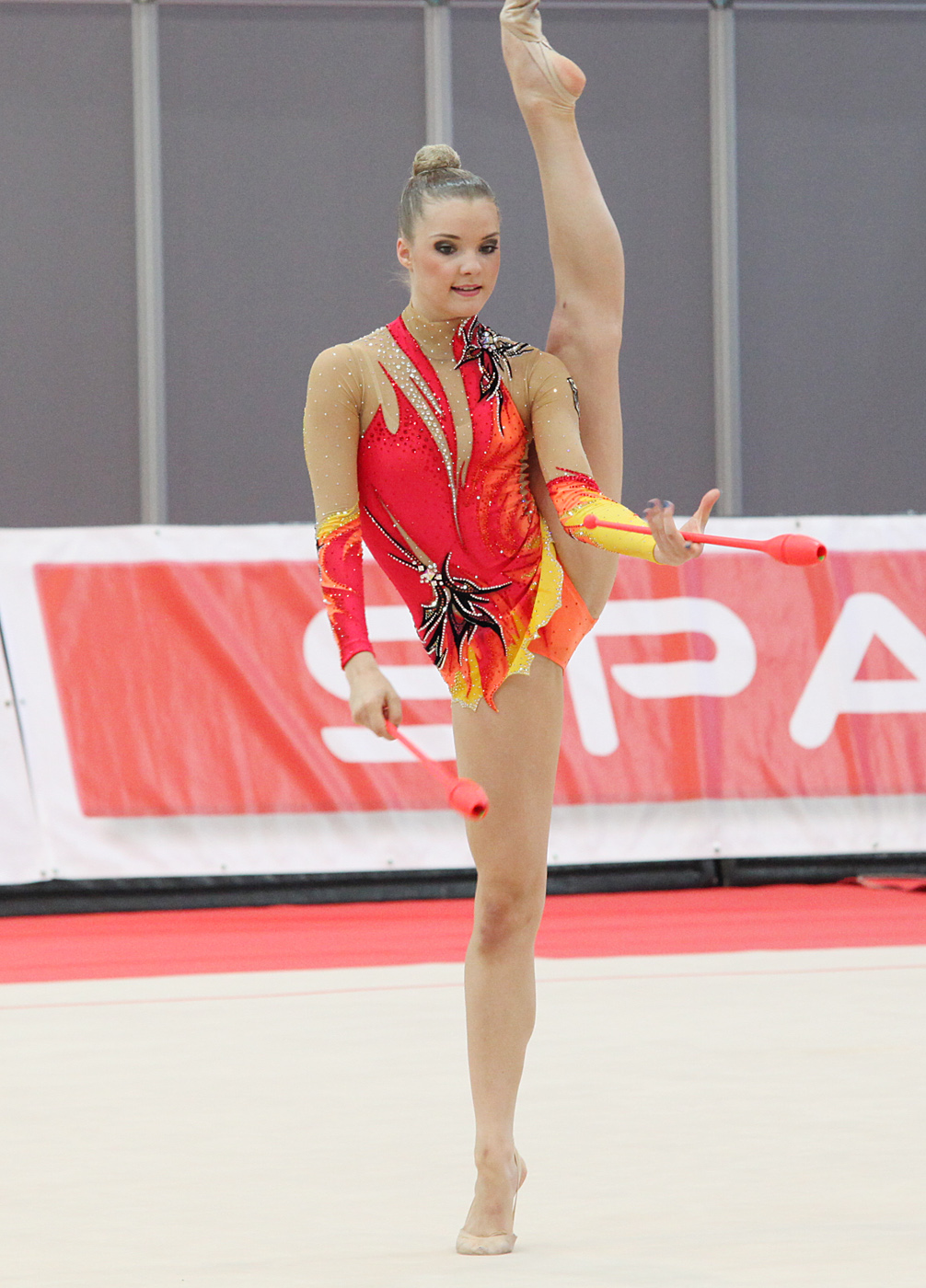
Laura Jung

Nachdem sich weder eine deutsche Einzelgymnastin, noch die deutsche Gruppe, für die Olympischen Spiele 2008 qualifizieren konnte, entschied der Deutsche Turner-Bund (DTB), den Fokus für den nächsten olympischen Zyklus auf die Gruppe zu legen und somit keine Nationalmannschaft im Einzel mehr aufzustellen. 2009 und 2010 trat keine deutsche Gymnastin im Einzel bei internationalen Meisterschaften an.
2010 zeigten dann die beiden Juniorinnen Jana Berezko-Marggrander und Laura Jung überzeugende Leistungen, vor allem das Erreichen von drei Bronzemedaillen bei den Junioren-Europameisterschaften in Bremen galt als großer Erfolg. Daraufhin wurde beschlossen, dass die beiden Gymnastinnen wegen ihrer großen Potentiale die Nationalmannschaft im Einzel bilden sollten. Seit 2011 nehmen Berezko-Marggrander und Jung für den DTB an internationalen Meisterschaften, World Cups und Grand-Prix Wettkämpfen teil. Sie werden von Natalia Raskina trainiert.
Laura Jung sicherte dem DTB bei den Weltmeisterschaften 2011 mit ihrem 19. Platz einen Startplatz bei dem Qualifikationswettkampf für die Olympischen Spiele in London. Diesen nahm allerdings Jana Berezko-Marggrander ein, die sich für die Olympischen Spiele qualifizieren konnte und dort Rang 17 belegte.
2013 und 2014 gehörte auch Darja Sajfutdinova der Nationalmannschaft Einzel an. Sie wechselte jedoch 2014 in die deutsche Nationalmannschaft Gruppe, mit der sie noch im gleichen Jahr Wettkämpfe bestritt.

### Die Nationalmannschaft Einzel bei Europameisterschaften
| Meisterschaft   | Austragungsort | Gymnastin                | Mehrkampf | Team |
| --------------- | -------------- | ------------------------ | --------- | ---- |
| XXVII. EM 2011  | Minsk          | Jana Berezko-Marggrander | 14.       | 11.  |
| XXVII. EM 2011  | Minsk          | Laura Jung               | 20.       | 11.  |
| XXVIII. EM 2012 | N. Nowgorod    | Laura Jung               | 15.       |      |
| XXIX. EM 2013   | Wien           | Laura Jung               | 28.       |      |
| XXXI. EM 2015   | Minsk          | Jana Berezko-Marggrander | 22.       | 11.  |
| XXXI. EM 2015   | Minsk          | Laura Jung               | 25.       | 11.  |
| XXXII. EM 2017  | Budapest       | Noemi Peschel            |           | 18   |
| XXXII. EM 2017  | Budapest       | Lea Tkaltschewitsch      |           | 18   |
| XXXIII. EM 2018 | Guadalajara    | Margarita Kolosov        |           |      |
| XXXIII. EM 2018 | Guadalajara    | Emeli Erbes              |           |      |

### Die Nationalmannschaft Einzel bei Weltmeisterschaften
| Meisterschaft   | Austragungsort | Gymnastin                | Mehrkampf | Team              |
| --------------- | -------------- | ------------------------ | --------- | ----------------- |
| XXXI. WM 2011   | Montpellier    | Laura Jung               | 19.       |                   |
| XXXII.WM 2013   | Kiew           | Jana Berezko-Marggrander | 13.       | nicht ausgetragen |
| XXXII.WM 2013   | Kiew           | Laura Jung               | 23.       |                   |
| XXXIII. WM 2014 | Izmir          | Jana Berezko-Marggrander | 28.       |                   |

### Die Nationalmannschaft Einzel bei Olympischen Spielen
| Olympische Spiele   | Austragungsort | Gymnastin                | Mehrkampf |
| ------------------- | -------------- | ------------------------ | --------- |
| XXIII. Spiele 1984  | Los Angeles    | Regina Weber             | 3.        |
| XXIII. Spiele 1984  | Los Angeles    | Claudia Scharmann        | 11.       |
| XXIV. Spiele 1988   | Seoul          | Diana Schmiemann         | 8.        |
| XXIV. Spiele 1988   | Seoul          | Marion Rothhaar          | 19.       |
| XXV. Spiele 1992    | Barcelona      | Christiane Klumpp        | 10.       |
| XXVI. Spiele 1996   | Atlanta        | Magdalena Brzeska        | 10.       |
| XXVI. Spiele 1996   | Atlanta        | Kristina Sroka           | 16.       |
| XXVII. Spiele 2000  | Sydney         | Edita Schaufler          | 12.       |
| XXVII. Spiele 2000  | Sydney         | Helene Asmus             | 17.       |
| XXVIII. Spiele 2004 | Athen          | Lisa Ingildeeva          | 19.       |
| XXIX. Spiele 2008   | Peking         | nicht qualifiziert       |           |
| XXX. Spiele 2012    | London         | Jana Berezko-Marggrander | 17.       |
| XXXI. Spiele 2016   | Rio de Janeiro | Jana Berezko-Marggrander | 18.       |

## Gruppe
Die deutsche Gruppe, die bei Wettkämpfen antritt, besteht meist aus sechs, manchmal nur aus fünf Gymnastinnen. Wenn nur fünf Gymnastinnen der Wettkampfformation angehören, müssen alle Gymnastinnen beide gezeigten Übungen mitturnen. Bei sechs Mitgliedern turnen vier in beiden Übungen, die anderen beiden jeweils nur in einer. Durch Krankheiten und Verletzungen wechselt die Besetzung der Wettkampfformation ständig. Die Nationalmannschaft Gruppe besteht daher aus mehr als bei den Wettkämpfen aktiven Gymnastinnen.
Seit 2018 wird die Gruppe von Camilla Pfeffer trainiert, die selbst als Gymnastin an den Olympischen Spielen in London teilnahm.

### Aktueller Kader
| Name                  | Geburtsdatum | Verein                              |
| --------------------- | ------------ | ----------------------------------- |
| Viktoria Burjak       | 06.10.2001   | TSV Schmiden                        |
| Daniela Huber         | 16.10.2001   | TV Rehlingen/TSV Schmiden           |
| Nathalie Köhn         | 24.02.2000   | 1. VfL Fortuna Marzahn/TSV Schmiden |
| Leda Krause           | 07.10.2003   | SC Potsdam/TSV Schmiden             |
| Daniella Kromm        | 17.02.2004   | TSV Schmiden                        |
| Alina Oganesyan       | 2004         | TSV Schmiden                        |
| Alica Peresunchak     | 25.01.2002   | TSV Schmiden                        |
| Noemi Peschel         | 24.11.2001   | TSV Schmiden                        |
| Anni Qu               | 09.06.2001   | TV Eschborn/TSV Schmiden            |
| Alexandra Tikhonovich | 29.05.2001   | Berliner TSC/TSV Schmiden           |
| Annsophie Venter      | 04.03.2003   | TSG Tübingen/TSV Schmiden           |
| Hanna Zernickel       | 20.01.2004   | TSV Schmiden                        |

### Wettkampfformation
Seit der Neuformierung der Gruppe Ende 2008 haben folgende Gymnastinnen den DTB bei internationalen Meisterschaften vertreten:
| Name                   | WM 2009 | EM 2010 | WM 2010 | WM 2011 | EM 2012 | OS 2012 | WM 2013 | EM 2014 | WM 2014 |
| ---------------------- | ------- | ------- | ------- | ------- | ------- | ------- | ------- | ------- | ------- |
| Maike Deuschle         | x       |         |         |         |         |         |         |         |         |
| Johanna Gabor          | x       |         |         |         |         |         |         |         |         |
| Camilla Pfeffer        | x       | x       | x       | x       | x       | x       |         |         |         |
| Sara Radman            | x       | x       | x       | x       | x**     | x**     | x       |         |         |
| Karolina Raskina       | x       | x***    |         |         |         |         |         |         |         |
| Mira Bimperling        |         | x       | x       | x       | x       | x       |         |         |         |
| Cathrin Puhl           |         | x       | x       | x       | x       | x       |         |         |         |
| Regina Sergeeva        |         | x       | x       | x*      |         |         |         |         |         |
| Nicole Müller          |         |         |         | x**     | x       | x       |         | x       |         |
| Judith Hauser          |         |         |         |         | x*      | x*      | x       | x       | x       |
| Anastasia Kempf        |         |         |         |         |         |         | x**     |         |         |
| Anastasija Khmelnytska |         |         |         |         |         |         | x       | x       | x       |
| Daniela Potapova       |         |         |         |         |         |         | x*      | x       | x       |
| Rana Tokmak            |         |         |         |         |         |         | x       | x       | x       |
| Darja Sajfutdinova     |         |         |         |         |         |         |         |         | x**     |
| Julia Stavickaja       |         |         |         |         |         |         |         |         | x*      |

x* nur Übung mit fünf gleichen Geräten
x** nur Übung mit gemischten Geräten(3/2)
x*** keine Übung geturnt
WM = Weltmeisterschaften
EM = Europameisterschaften
OS = Olympische Spiele

### Die Nationalmannschaft Gruppe bei Europameisterschaften
| Meisterschaften | Austragungsort | Mehrkampf | 5 × | Rang    | 3 ×/2 × | Rang    |
| --------------- | -------------- | --------- | --- | ------- | ------- | ------- |
| XXVII. EM 2010  | Bremen         | 4.        | 5x  | 4.      | 3x/2x   | 4.      |
| XXVIII. EM 2012 | N. Nowgorod    | 9.        | 5x  | 9. (Q)  | 3x/2x   | 9. (Q)  |
| XXIX. EM 2014   | Baku           | 11.       | 5x  | 8.      | 3x/2x   | 12. (Q) |
| XXXII. EM 2016  | Holon          | 9.        | 5x  | 11. (Q) | 3x/2x   | 6.      |

Q = Ergebnis der Qualifikation, Gerätefinale nicht erreicht

### Die Nationalmannschaft Gruppe bei Weltmeisterschaften
| Meisterschaft   | Austragungsort | Mehrkampf | 5 × | Rang    | 3 ×/2 × | Rang    |
| --------------- | -------------- | --------- | --- | ------- | ------- | ------- |
| XXIX. WM 2009   | Mie            | 13.       | 5x  | 14. (Q) | 3x/2x   | 13. (Q) |
| XXX. WM 2010    | Moskau         | 8.        | 5x  | 5.      | 3x/2x   | 5.      |
| XXXI. WM 2011   | Montpellier    | 6.        | 5x  | 7.      | 3x/2x   | 5.      |
| XXXII. WM 2013  | Kiew           | 9.        | 5x  | 7.      | 3x/2x   | 11. (Q) |
| XXXIII. WM 2014 | Izmir          | 9.        | 5x  | 7.      | 3x/2x   | 10. (Q) |
| XXXIV. WM 2015  | Stuttgart      | 10.       | 5x  | 18. (Q) | 3x/2x   | 7.      |
| XXXV. WM 2017   | Pesaro         | 14.       | 5x  | 11. (Q) | 3x/2x   | 16. (Q) |
| XXXVI. WM 2018  | Sofia          | 12.       | 5x  | 10. (Q) | 3x/2x   | 16. (Q) |
| XXXVII. WM 2019 | Baku           | 15.       | 5x  | 14. (Q) | 3x/2x   | 15. (Q) |

Q = Ergebnis der Qualifikation, Gerätefinale nicht erreicht

### Die Nationalmannschaft Gruppe bei Olympischen Spielen
| Olympische Spiele   | Austragungsort | Mehrkampf          |
| ------------------- | -------------- | ------------------ |
| XXVI. Spiele 1996   | Atlanta        | 8.                 |
| XXVII. Spiele 2000  | Sydney         | 4.                 |
| XXVIII. Spiele 2004 | Athen          | nicht qualifiziert |
| XXIX. Spiele 2008   | Peking         | nicht qualifiziert |
| XXX. Spiele 2012    | London         | 10.                |
| XXXI. Spiele 2016   | Rio de Janeiro | 10.                |